# Kutzenhausen, Bayern
Kutzenhausen är en kommun och ort i Landkreis Augsburg i Regierungsbezirk Schwaben i förbundslandet Bayern i Tyskland.